# Alexander Brandstetter
Alexander Brandstetter (* 8. April 1997) ist ein deutscher Volleyball- und Beachvolleyballspieler.

## Karriere
Alexander Brandstetter erlernte das Volleyballspielen beim TSV Mühldorf, bei dem er bis 2015 aktiv war. 2015/16 spielte er für das Erskine College in der NCAA und in der Saison 2016/17 beim TSV Unterhaching in der 3. Liga Ost, mit dem er den Aufstieg in die 2. Bundesliga schaffte. Anschließend kehrte er an den Inn zurück und spielte bis zur Saison 2019/20 in der 3. Liga Ost. 2020 gelang den Mühldorfern der Aufstieg in die 2. Bundesliga Süd und Brandstetter spielte drei Saisons unter Cheftrainern Michael Mayer und Heiko Roth und Co-Trainern Thomas Gailer, Sebastian Dollinger und Sepp Wolf in der 2. Bundesliga. Im DVV-Pokal 2021/22 verpassten die Mühldorfer gegen Blue Volleys Gotha knapp den Einzug in das Achtelfinale. Seit der Saison 2023/24 spielt er beim TSV Grafing unter Cheftrainer Heiko Roth in der 2. Bundesliga Süd.

## Privates
Alexander Brandstetter hat zwei Geschwister, einen Bruder, Thomas, und eine Schwester, Sophia, die beide ebenfalls Volleyball spielen.